# Liste des monuments historiques de Borsbeek
Cette page recense l'ensemble des monuments classés de la commune belge de Borsbeek. Leur désignation, dans la colonne de gauche, est suivie (en italiques) de leur intitulé officiel en néerlandais.
| Objet | Statut du classement?                     | Année de construction/architecte | Section communale | Adresse                          | Coordonnées                      | Numéro d'inventaire | Illustration |
| --- | ----------------------------------------- | -------------------------------- | ----------------- | -------------------------------- | -------------------------------- | ------------------- | --- |
| Villa Ten Diepenbeke, « édifiée en 1667, détruite en 1914, ressuscitée en 1921 ». (nl) Villa "Ten Diepenbeke", "Gebouwd 1667, verwoest 1914, verrezen 1921" |                                           |                                  | Borsbeek          | Corluylei 1A                     | 51° 11′ 18″ nord, 4° 29′ 21″ est | 12754               | alt=Villa Ten Diepenbeke, « édifiée en 1667, détruite en 1914, ressuscitée en 1921 ». (nl) Villa "Ten Diepenbeke", "Gebouwd 1667, verwoest 1914, verrezen 1921" |
| Villa De Goudbloem, demeure bourgeoise (nl) Villa "De Goudbloem", burgerhuis                                                                                |                                           |                                  | Borsbeek          | de Robianostraat 60              | 51° 11′ 40″ nord, 4° 29′ 07″ est | 12756               | alt=Villa De Goudbloem, demeure bourgeoise (nl) Villa "De Goudbloem", burgerhuis                                                                                |
| Maison communale (mairie), demeure bourgeoise début XXe (nl) Gemeentehuis, burgerhuis XX                                                                    |                                           |                                  | Borsbeek          | de Robianostraat 64              | 51° 11′ 40″ nord, 4° 29′ 06″ est | 12757               | alt=Maison communale (mairie), demeure bourgeoise début XXe (nl) Gemeentehuis, burgerhuis XX                                                                    |
| Maisons, Villa Marthe et Villa Irma (nl) Huizen, "Villa Marthe" en "Villa Irma"                                                                             |                                           |                                  | Borsbeek          | de Robianostraat 90              | 51° 11′ 41″ nord, 4° 28′ 59″ est | 12758               | alt=Maisons, Villa Marthe et Villa Irma (nl) Huizen, "Villa Marthe" en "Villa Irma"                                                                             |
| Ferme dite du Saint-Esprit (Heilige Geest) (nl) "Heilige Geesthoeve"                                                                                        | OA002314 · OA002315 · OA003545 · OA003546 |                                  | Borsbeek          | Frans Beirenslaan 2              | 51° 11′ 27″ nord, 4° 28′ 37″ est | 12759               | alt=Ferme dite du Saint-Esprit (Heilige Geest) (nl) "Heilige Geesthoeve"                                                                                        |
| Ferme Ceulemans (nl) "Hoeve Ceulemans" |                                           |                                  | Borsbeek          | Gebroeders Van der Auwerabaan 31 | 51° 11′ 03″ nord, 4° 29′ 43″ est | 12760               | alt=Ferme Ceulemans (nl) "Hoeve Ceulemans" |
| Église paroissiale Saint-Jacques-le-Majeur (nl) Parochiekerk Sint-Jacob de Meerdere                                                                         | OA000731 · OA002317                       |                                  | Borsbeek          | Jozef Reusenslei                 | 51° 11′ 35″ nord, 4° 29′ 15″ est | 12762               | alt=Église paroissiale Saint-Jacques-le-Majeur (nl) Parochiekerk Sint-Jacob de Meerdere                                                                         |
| Estaminet De Valk (litt. le Faucon) (nl) Herberg "De Valk"                                                                                                  | OA001726                                  |                                  | Borsbeek          | Jozef Reusenslei 2               | 51° 11′ 34″ nord, 4° 29′ 14″ est | 12763               | alt=Estaminet De Valk (litt. le Faucon) (nl) Herberg "De Valk"                                                                                                  |
| Presbytère et anc. maison communale 1891-92 (nl) Pastorie en gemeentehuis 1891-92                                                                           |                                           |                                  | Borsbeek          | Jozef Reusenslei 9               | 51° 11′ 34″ nord, 4° 29′ 18″ est | 12764               | alt=Presbytère et anc. maison communale 1891-92 (nl) Pastorie en gemeentehuis 1891-92                                                                           |
| Maison jumelée (nl) Dubbelhuis |                                           |                                  | Borsbeek          | Jozef Reusenslei 28              | 51° 11′ 38″ nord, 4° 29′ 17″ est | 12766               | Téléverser |
| Maison Art nouveau dite Den Morgend (litt. l'Aurore) (nl) Rijhuis art nouveau "Den Morgend"                                                                 |                                           |                                  | Borsbeek          | Jozef Reusenslei 192             | 51° 11′ 57″ nord, 4° 29′ 26″ est | 12767               | Téléverser |
| Corps de ferme (nl) Hoeve | OA002314 · OA003546                       |                                  | Borsbeek          | Langbaan 4                       | 51° 11′ 25″ nord, 4° 28′ 38″ est | 12768               | alt=Corps de ferme (nl) Hoeve |
| Maison d'habitation (nl) Woonhuis | OA002314 · OA003546                       |                                  | Borsbeek          | Langbaan 6                       | 51° 11′ 24″ nord, 4° 28′ 39″ est | 12769               | Téléverser |
| Fort III (nl) Fort 3 | OA003246                                  |                                  |                   | Frans Beirenslaan 2A             | 51° 11′ 13″ nord, 4° 28′ 45″ est | 200542              | alt=Fort III (nl) Fort 3 |